# 2-amino-5-formilamino-6-ribozilaminopirimidin-4(3H)-on 5'-monofosfatna deformilaza
2-Amino-5-formilamino-6-ribozilaminopirimidin-4(3)-on 5'-monofosfatna deformilaza (EC 3.5.1.102, ArfB) je enzim sa sistematskim imenom 2-amino-5-formilamino-6-(5-fosfo--ribozilamino)pirimidin-4(3H)-on amidohidrolaza. Ovaj enzim katalizuje sledeću hemijsku reakciju
2-amino-5-formilamino-6-(5-fosfo--ribozilamino)pirimidin-4(3)-on +2O {\displaystyle \rightleftharpoons } 2,5-diamino-6-(5-fosfo--ribozilamino)pirimidin-4(3H)-on + format
Ovaj enzim katalizuje drugi korak u arhejnoj biosintezi riboflavina i 7,8-didemetil-8-hidroksi-5-deazariboflavina.

## Literatura
- Nicholas C. Price; Lewis Stevens (1999). Fundamentals of Enzymology: The Cell and Molecular Biology of Catalytic Proteins (Third изд.). USA: Oxford University Press. ISBN 019850229X.
- Eric J. Toone (2006). Advances in Enzymology and Related Areas of Molecular Biology, Protein Evolution (Volume 75 изд.). Wiley-Interscience. ISBN 0471205036.
- Branden C; Tooze J. Introduction to Protein Structure. New York, NY: Garland Publishing. ISBN 0-8153-2305-0.
- Irwin H. Segel. Enzyme Kinetics: Behavior and Analysis of Rapid Equilibrium and Steady-State Enzyme Systems (Book 44 изд.). Wiley Classics Library. ISBN 0471303097.

## Spoljašnje veze
- 2-amino-5-formylamino-6-ribosylaminopyrimidin-4(3H)-one+5'-monophosphate+deformylase на 